# Povir
Povir este o localitate din comuna Sežana, Slovenia, cu o populație de 333 de locuitori.